# Сан-Сості
Сан-Сості (італ. San Sosti, сиц. San Sosti) — муніципалітет в Італії, у регіоні Калабрія,  провінція Козенца.
Сан-Сості розташований на відстані близько 390 км на південний схід від Рима, 100 км на північний захід від Катандзаро, 45 км на північний захід від Козенци.
Населення — 2171 особа (2014).
Щорічний фестиваль відбувається 19 березня. Покровитель — San Giuseppe.

## Демографія
Населення за роками:

Станом на 1 січня 2023 року в муніципалітеті офіційно проживали 103 іноземці з 23 країн, серед них 58 громадян країн Євросоюзу та 2 громадяни України.

## Сусідні муніципалітети
- Альтомонте
- Буонвічино
- Гризолія
- Мальвіто
- Моттафоллоне
- Роджано-Гравіна
- Сан-Донато-ді-Нінеа